# Franz Joachim von der Goltz
Freiherr Franz Joachim von der Goltz (* nach 1660; † 1717 in Grodno) war kursächsischer Generalleutnant und Gesandter sowie Erbherr auf Machlin und Beeskow. 
Seine Eltern waren der polnische Major Ewald von der Goltz (* 10. April 1625; † 8. Oktober 1698) und dessen erster Ehefrau Anna Margarethe, geb. von Dewitz (* 26. Mai 1633; † vor 1678).
Im Jahr 1700 war er noch polnischer Vize-Rittmeister, wurde aber bald darauf Königlich polnischer Kronfähnrich, (vor) 1712 zunächst kursächsischer Generalmajor (erscheint am Hof in Konstantinopel als Generalmajor) und bei der Reorganisation der Armee 1714 dann Generalleutnant. Er war von 1712 bis 1714 Gesandter am türkischen Hof, in einer heiklen Zeit, in der der schwedische König Karl XII. in Bender fest saß. Anschließend wurde Goltz Chef der litauischen Leibgarde sowie Starost von Schroda und Neuhof. Er erhielt auch den Weißen Adlerorden. 1717 starb er unverheiratet und ohne Nachkommen. Seine Nichte Anna Katharina von der Goltz (1706–1730) wurde seine Erbin.